# Culinária de Moçambique
A culinária de Moçambique foi profundamente influenciada pelos portugueses, que introduziram novas safras, aromas e métodos de cozimento. O alimento básico para muitos moçambicanos é xima (chi-mah), um mingau espesso feito de milho / farinha de milho. A mandioca e o arroz também são consumidos como carboidratos básicos. Todos são servidos com molhos de vegetais, carne, feijão ou peixe. Outros ingredientes típicos incluem castanha de caju, cebola, louro, alho, coentro, páprica, pimenta, pimenta vermelha, cana-de-açúcar, milho, painço, sorgo e batata.

## Galeria

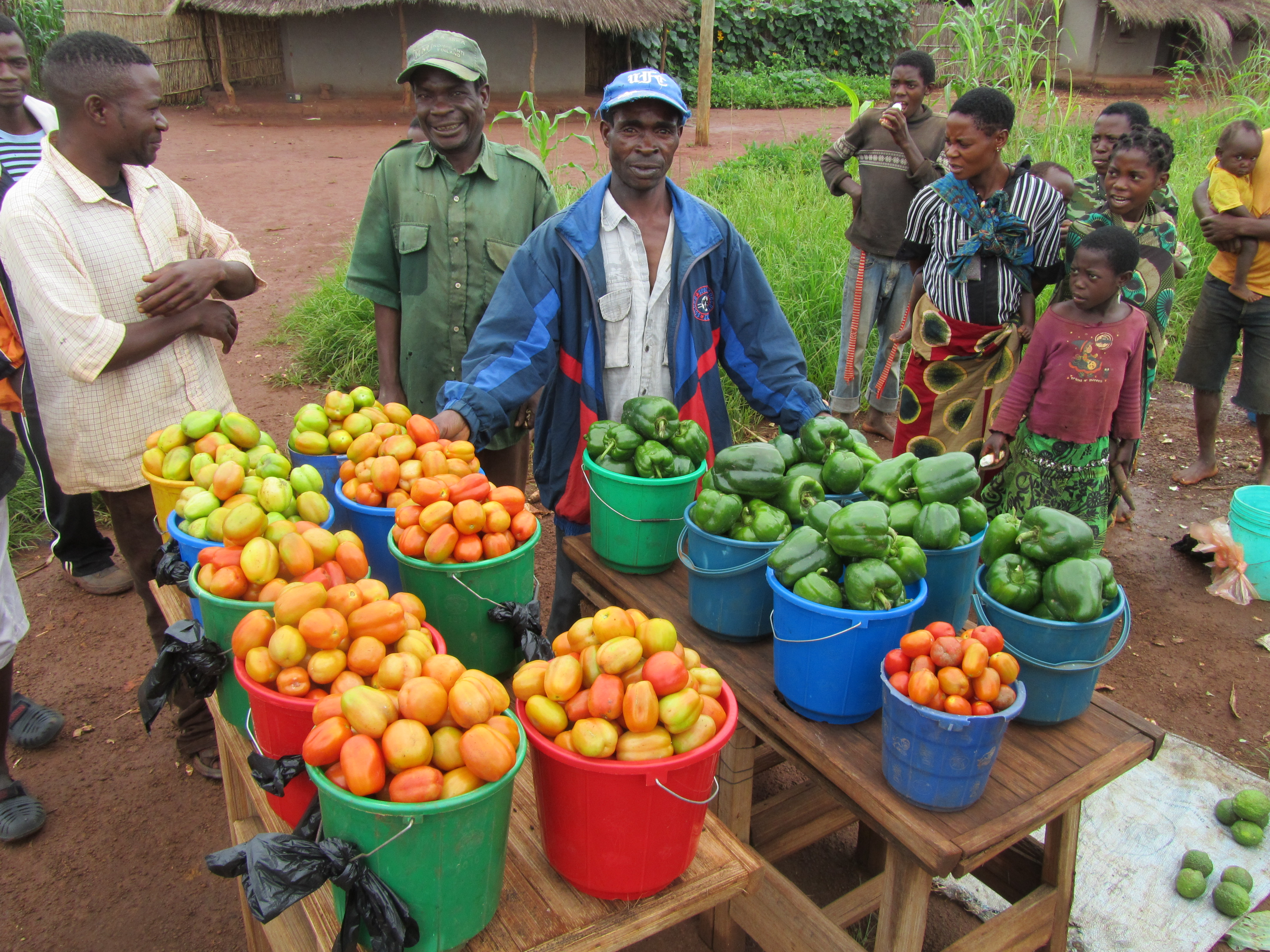
Tomates e pimentas
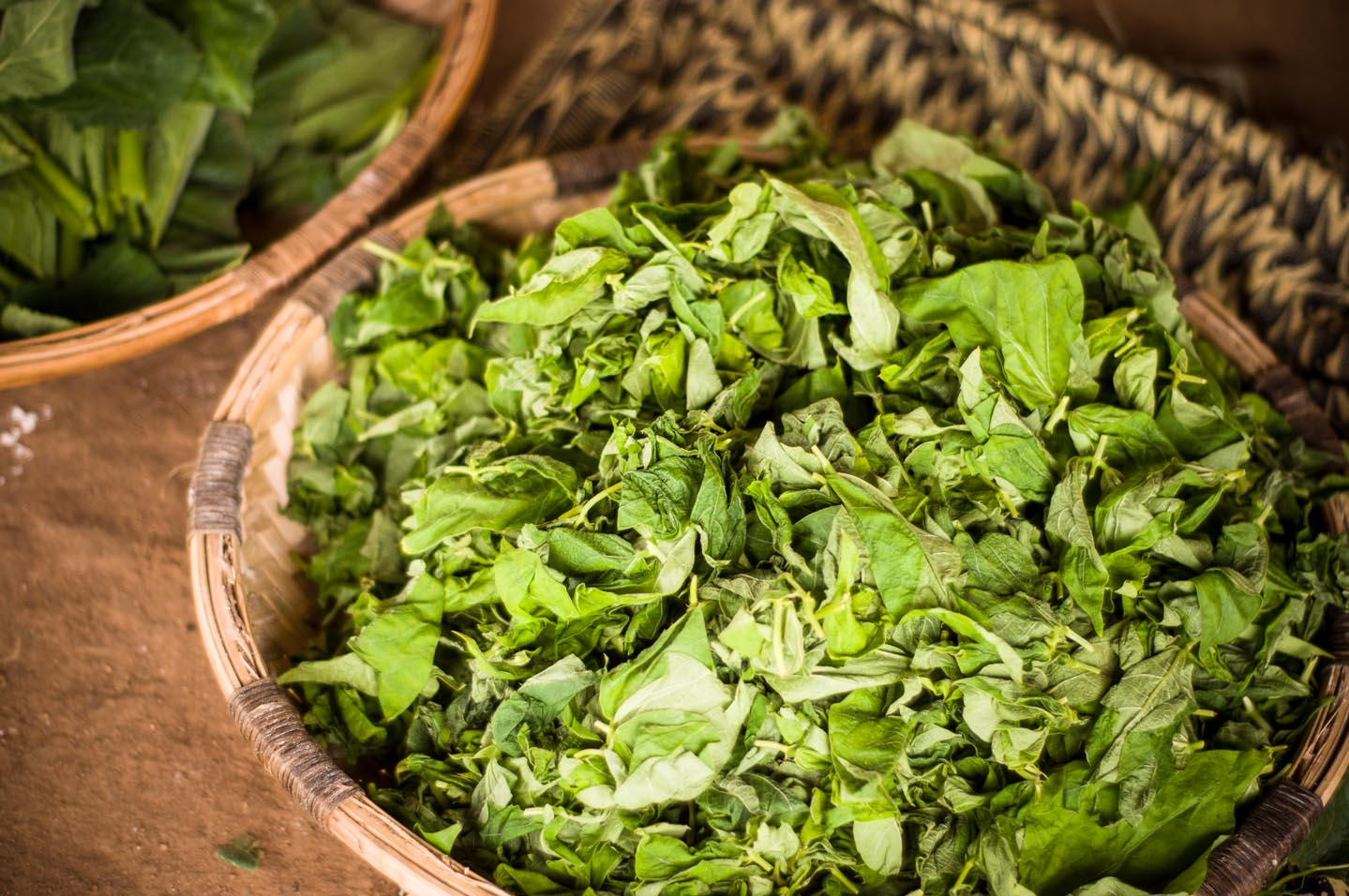
Liponda
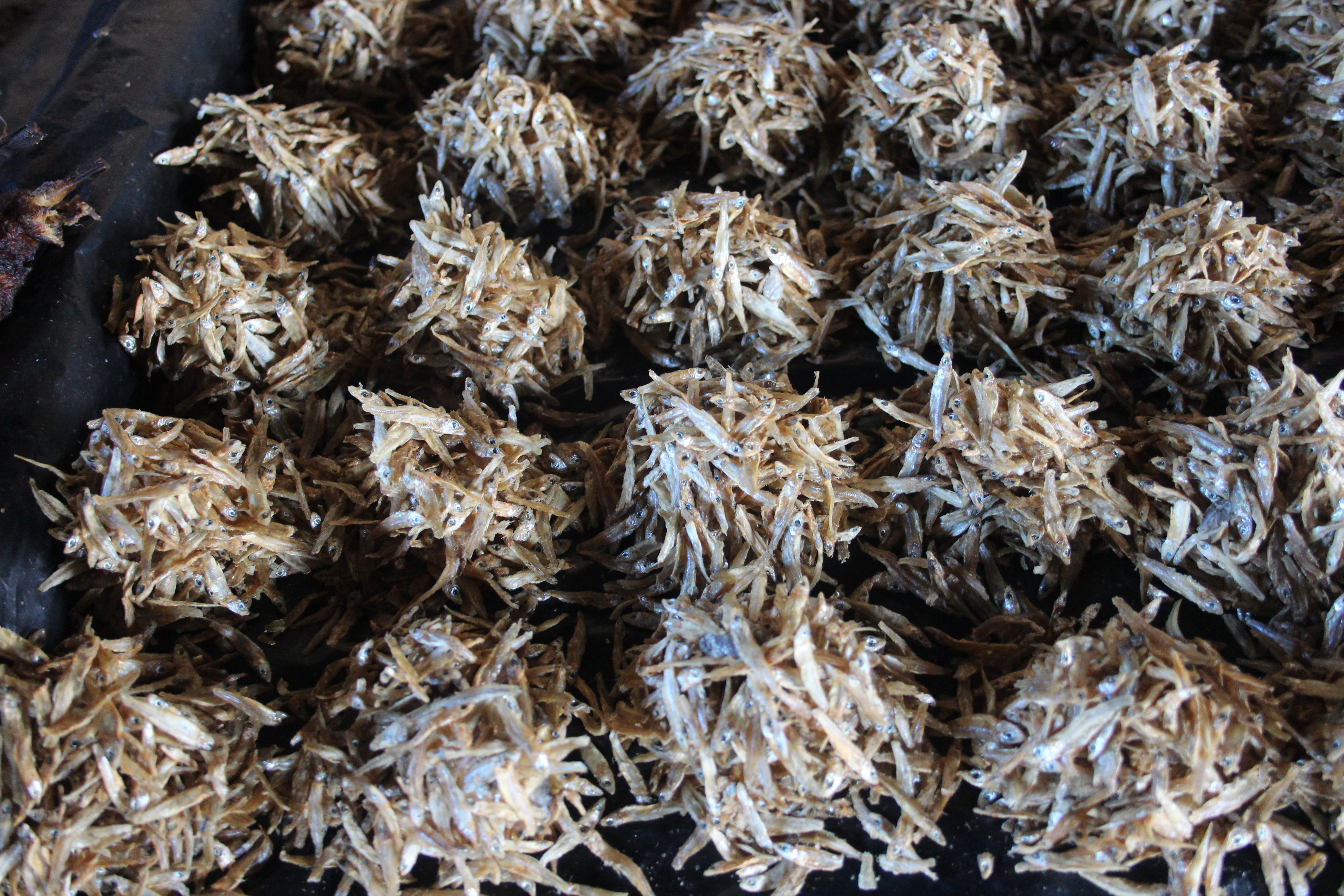
Peixe Seco Pequeno
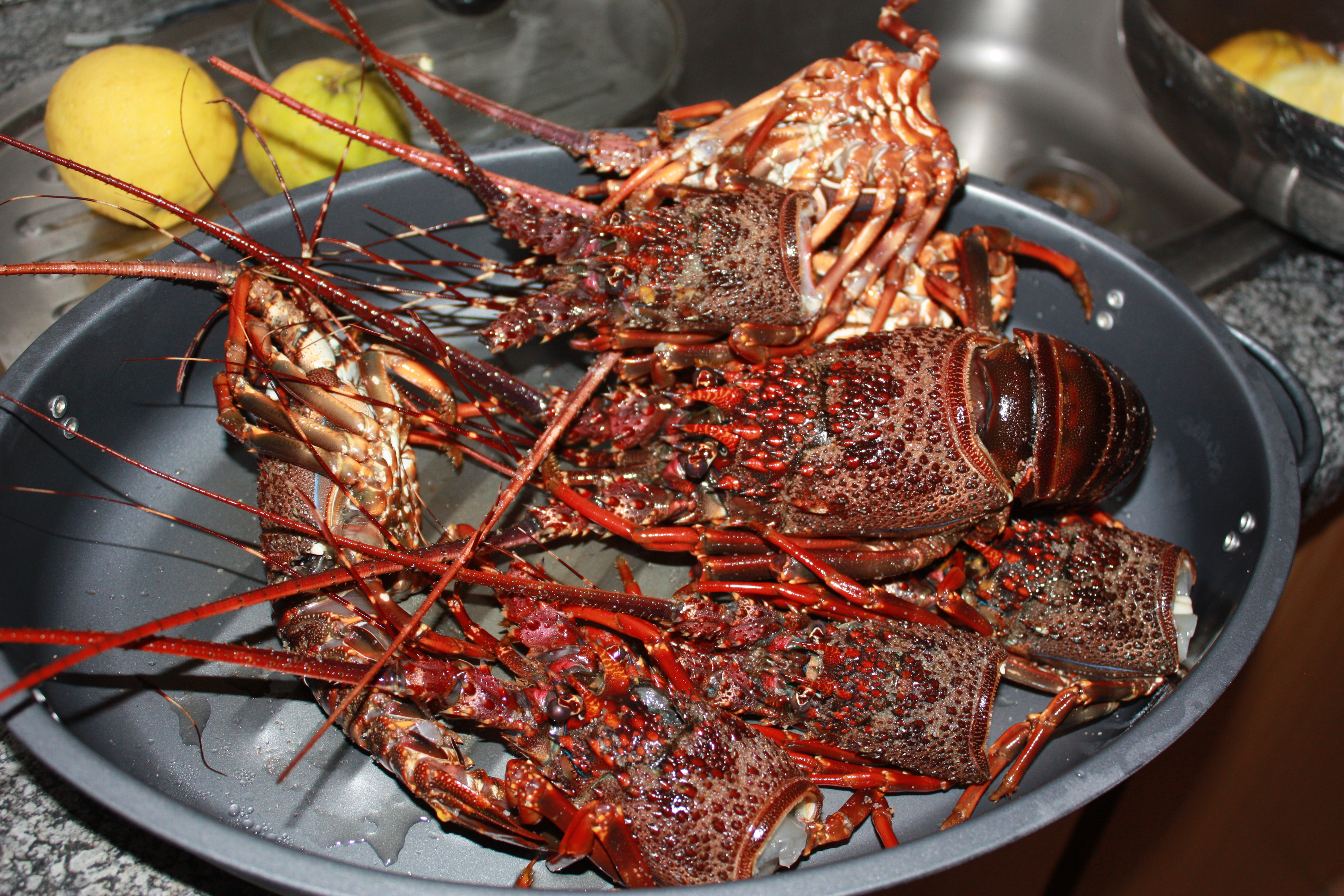
Lagostim
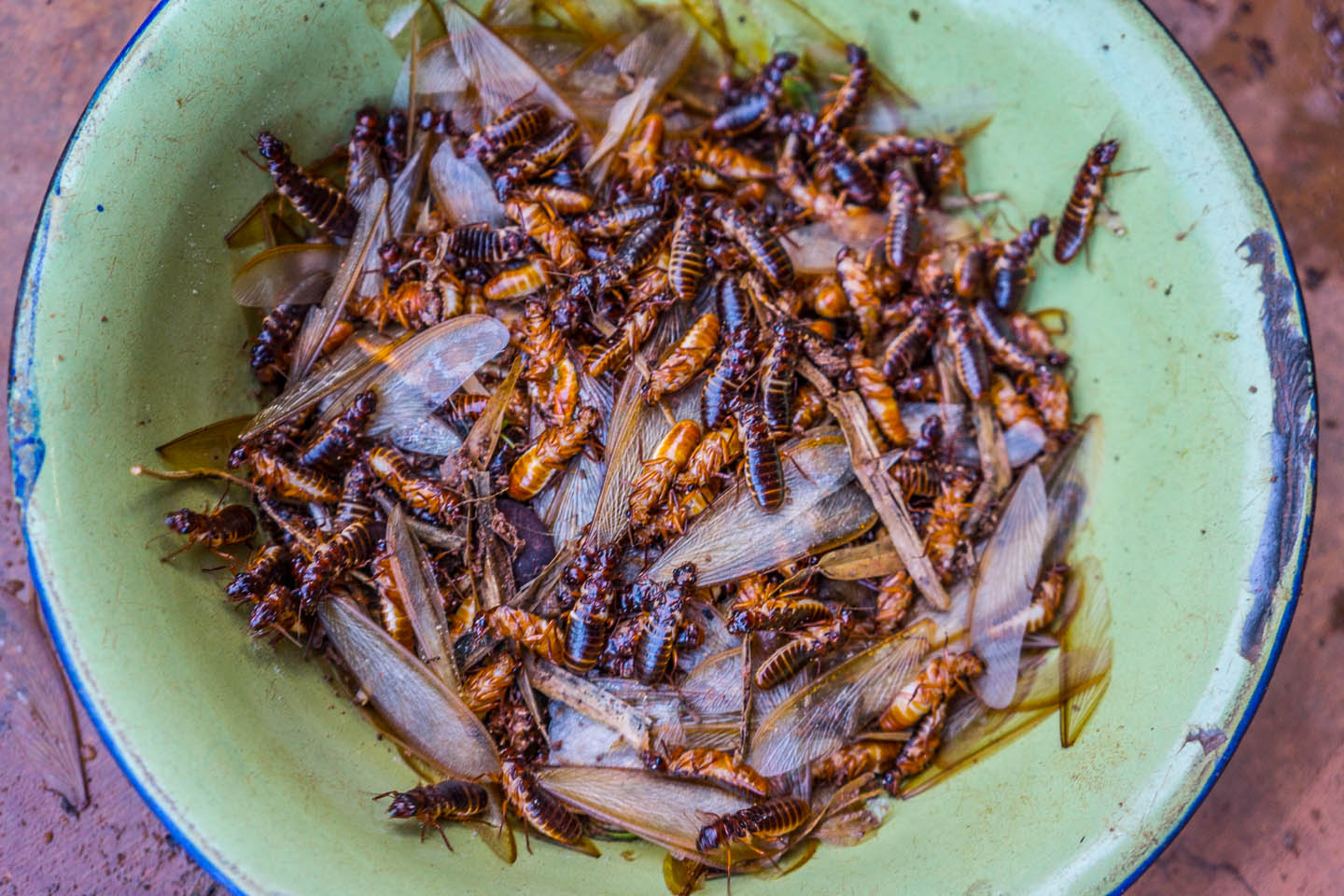
Ngumbi